# Sierra Boggess

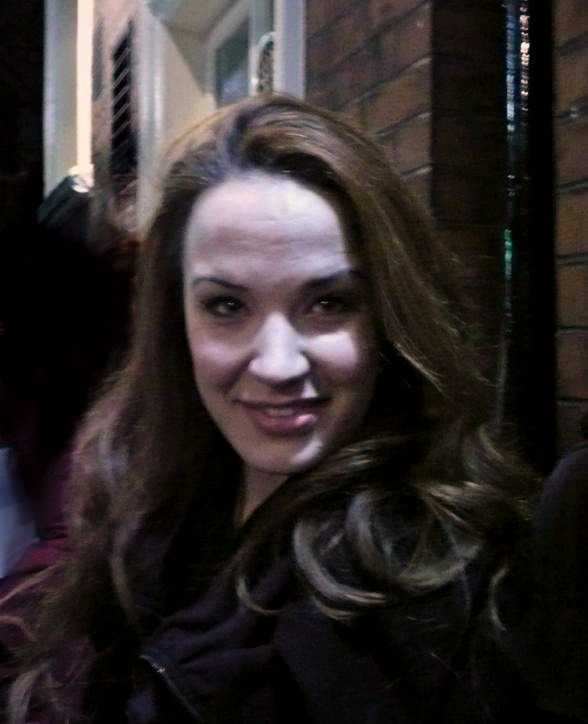
Sierra Boggess Queens Theatre

Sierra Boggess (Denver, 20 mei 1982) is een Amerikaanse musicalactrice en operazangeres.
Ze is voornamelijk bekend als hoofdrolspeelster in de musicals van Andrew Lloyd Webber.

## Musicals
In 2006 speelde de sopraan de rol van Christine Daaé in de musical The Phantom of the Opera in Las Vegas. In 2010 speelde ze nogmaals Christine maar in de eerst vertoonde versie van Love Never Dies (een vervolg op The Phantom of the Opera) samen met Ramin Karimloo. De Australische versie van Love Never Dies is in plaats van de originele versie verfilmd geworden. In 2011 speelde ze in de 25ste verjaardag van de musical The Phantom of the Opera in de West-End productie. Ze speelde Christine Daaé samen met Ramin Karimloo als The Phantom en Hadley Fraser als Raoul. In 2012 speelde ze in de 25ste verjaardag van de Broadway-productie, deze keer ook weer als Christine Daaé.
Ze speelde meerdere rollen in Les Misérables. Waaronder Cosette in de USA Tour en Fantine in het Queens' Theatre op West End. Ook speelde ze Ariël in de Broadway-musicalversie uit 2007 van de film The Little Mermaid uit 1989.
Vanaf maart 2015 tot september 2015 speelde ze de rol van Rebecca Steinberg in de Broadway-productie van "It Shoulda Been You".
In het seizoen 2015-2016 speelde ze de rol van schoolhoofd Rosalie Mullins, in de Broadway-productie "School Of Rock", van Andrew Lloyd Webber.
Op 8 augustus 2016 zal Boggess haar rol als Rosalie Mullins beëindigen, om in Frankrijk wederom de rol van Christine Daaé in Le Fantôme de l'Opéra te vervullen. De voorstelling is tot nu toe nog nooit geproduceerd geweest in Frankrijk en zal daar haar dertigste jubileum vieren. De productie zal spelen in het Théâtre Mogador, niet ver verwijderd van het Opéra Garnier, waar het verhaal van The Phantom of the Opera zich afspeelt.

## Prijzen en nominaties
Boggess werd in 2008 genomineerd voor een Drama Desk Award voor Outstanding Actress in a Musical, Drama League Award voor Distinguished Performance en twee Broadway.com Audience Choice Awards voor Favourite Leading Actress In A Broadway Performance en Favourite Female Breakthrough, alle vier voor haar rol van Ariël in de Broadwayversie van The Little Mermaid. Ze won de Broadway.com Audience Choice Award voor Favourite Female Breakthrough.
In 2010 werd ze genomineerd voor een BroadwayWorld UK Award voor Best Leading Actress in a Musical voor haar rol van Christine Daaé in de West End-productie van Love Never Dies.
In 2011 werd ze genomineerd voor een WhatsOnStage.com Theatregoers' Choice Award in a Musical en voor een Laurence Olivier Award voor Best Actress in a Musical, beiden voor haar rol van Christine Daaé in de West End-versie van Love Never Dies.
In 2013 won ze een Broadway.com Audience Choice Award voor Favourite Replacement, voor haar rol van Christine Daaé in de Broadway-versie van The Phantom Of The Opera.
In 2015 won ze wederom een Broadway.com Audience Choice Award voor Favourite Featured Actress, voor haar rol van Rebecca Steinberg in de Broadway-productie It Shoulda Been You.
- Bibliothèque nationale de France: cb16220520r (data)
- Gemeinsame Normdatei: 1106139550
- International Standard Name Identifier: 0000 0000 5070 3979
- Library of Congress Control Number: no2008101739
- MusicBrainz: d1fde7dc-c21e-4eb5-b9d3-67423a168eb8
- Nationale Bibliotheek van Tsjechië: xx0124720
- Système universitaire de documentation: 166258083
- Virtual International Authority File: 17040185
- WorldCat: E39PBJtH6yjmHGvkGmQWgh34v3